# Pterocerina basalis
Pterocerina basalis är en tvåvingeart som beskrevs av Friedrich Georg Hendel 1914. Pterocerina basalis ingår i släktet Pterocerina och familjen fläckflugor.
Artens utbredningsområde är Peru. Inga underarter finns listade i Catalogue of Life.